# Asteroid in Love
Asteroid in Love (恋する小惑星 Koisuru Asuteroido, auch bekannt als Koisuru Asteroid) ist eine seit Januar 2017 veröffentlichte Mangaserie des Mangaka Quro, die im Magazin Manga Time Kirara Carat des Verlages Hōbunsha erscheint.
Der Manga erfuhr eine Umsetzung als Animeserie durch das Animationsstudio Dōga Kōbō, die seit dem 3. Januar 2020 erscheint.

## Handlung
In ihrer Kindheit trifft ein Mädchen namens Mira während eines Sommercamps auf einen Jungen, der Ao heißt und an Astronomie interessiert ist. Ao erklärt, dass ein Stern im Sternbild Walfisch ihren Namen trägt. Als sie erfährt, dass noch kein Stern mit Aos Namen existiert, gibt sie Ao das Versprechen gemeinsam einen Stern zu finden und diesen Ao zu taufen.
Jahre später besucht Mira die Oberschule und tritt dem Erdwissenschaftsclub, einem Zusammenschluss des Geologie- und des Astronomieclubs der Schule, bei und trifft dort auf Ao, die zu Miras Überraschung ein Mädchen ist. Gemeinsam mit den anderen Clubmitgliedern nehmen Mira und Ao an diversen Aktivitäten des Geowissenschaftsclub teil, in der Hoffnung, eines Tages einen Asteroiden zu finden.

## Charaktere
Mira Konohata (木ノ幡 みら, Konohata Mira)
Mira ist die Protagonistin der Serie. Sie entdeckte das Interesse an Astronomie, als sie in ihrer Kindheit auf Ao traf, und ist entschlossen, mit ihr einen Asteroiden zu entdecken. Sie ist Mitglied des Erdwissenschaftsclubs an ihrer Schule.
Ao Manaka (真中 あお, Manaka Ao)
Ao ist neben Mira eine Hauptperson der Serie. Sie hat seit ihrer Kindheit Interesse an Astronomie. Als sie während eines Sommercamps auf Mira traf, hielt diese Ao für einen Jungen. Sie ist eine zurückhaltende Person.
Mari Morino (森野 真理, Morino Mari)
Mari ist Präsidentin des Erdwissenschaftsclubs und war vor dem Zusammenschluss die Präsidentin des Astronomieclubs.
Mikage Sakurai (桜井 美景, Sakurai Mikage)
Mikage ist die frühere Präsidentin des Geologieclubs. Nach dem Zusammenschluss ihres Clubs mit dem Astronomieclub zum Erdwissenschaftsclub ist sie deren Vizepräsidentin.
Mai Inose (猪瀬 舞, Inose Mai)
Mai ist ein Mitglied des Erdwissenschaftsclubs und war vorher im Geologieclub der Schule.
Misa Konohata (木ノ幡 みさ, Konohata Misa)
Misa ist die Präsidentin des Schülerrats und Miras ältere Schwester.
Moe Suzuya (鈴矢 萌, Suzuya Moe)
Miras beste Freundin seit ihrer Kindheit. Ihr Spitzname ist Suzu.
Yuki Endō (遠藤 幸, Endō Yuki)
Eine Lehrerin an der Oberschule, die Mira und Ao besuchen, und zudem Beraterin des Erdwissenschaftsclubs.

### Synchronisation
| Rolle          | Japanische Stimme (Seiyū) |
| -------------- | ------------------------- |
| Mira Konohata  | Tomoyo Takayanagi         |
| Ao Manaka      | Megumi Yamaguchi          |
| Mari Morino    | Sumire Uesaka             |
| Mikage Sakurai | Nao Tōyama                |
| Mai Inose      | Maria Sashide             |
| Misa Konohata  | Mai Fuchigami             |
| Moe Suzuya     | Reina Ueda                |
| Yuki Endō      | Lynn                      |

## Umsetzung

### Manga
Mangaka Quro startete Asteroid in Love im Januar 2017 als Yonkomaserie im Manga Time Kirara Carat des Verlages Hōbunsha. Diese wurden später in mehrere Bände im Tankōbonformat zusammengefasst und veröffentlicht. Der erste Band erschien am 27. März 2018, der dritte wurde am 27. Februar 2019 auf den Markt gebracht.

### Anime
In der April-2019-Ausgabe des Manga Time Kirara Carat, die am 28. Februar 2019 erschien, wurde eine Umsetzung der Mangareihe als Animeserie angekündigt. Als Animationsstudio wurde Dōga Kōbō engagiert. Als Regisseur fungiert Daisuke Hiramagi, der in der Vergangenheit bereits mit dem Studio an einer Anime-Umsetzung von Wataten!: An Angel Flew Down to Me zusammenarbeitete, das Drehbuch stammt von Yuka Yamada, das Charakterdesign von Jun Yamazaki. Die Musik wurde von Takurō Iga komponiert.
Die erste Folge wurde am 3. Januar 2020 auf Tokyo MX, AT-X, Sun Television, KBS, ATV und BS11 gezeigt. Auf internationaler Ebene sicherte sich Crunchyroll die Rechte an der Ausstrahlung der Serie im Simulcast.
Nao Tōyama, die in der Serie eine Sprechrolle hat, interpretiert mit Let’s Walk There (Originaltitel 歩いていこう！ Aruiteikō!) das Lied im Vorspann, während Minori Suzuki das Abspannlied Night Sky (Original 夜空 Yozora) singt. Die Serie umfasst zwölf Episoden. Asteroid in Love wird zwischen März und Mai 2020 auf drei DVDs bzw. Blu-ray-Discs in Japan veröffentlicht.